# Аурора Джима
Аурора Джима (англ. Aurora Gima; 7 листопада 1974 — 7 жовтня 2000) — колишня американська тенісистка.
Найвищу одиночну позицію світового рейтингу — 164 місце досягла 5 жовтня, 1992, парну — 399 місце — 11 травня, 1992 року.
Здобула 1 одиночний титул.

## Фінали ITF
| Легенда         |
| --------------- |
| Турніри $25,000 |
| Турніри $10,000 |

### Одиночний розряд: 4 (1–3)
| Результат | Ранг | Дата              | Турнір               | Покриття | Суперниця            | Рахунок       |
| --------- | ---- | ----------------- | -------------------- | -------- | -------------------- | ------------- |
| Поразка   | 1.   | 16 червня 1991    | Ларго (Флорида), США | Ґрунт    | Rachel Ann Jensen    | 2–6, 2–6      |
| Перемога  | 1.   | 24 листопада 1991 | Okada, Нігерія       | Тверде   | Сіобан Ніколсон      | 6–1, 6–3      |
| Поразка   | 2.   | 31 травня 1992    | Ашкелон, Ізраїль     | Тверде   | Катаріна Студенікова | 4–6, 4–6      |
| Поразка   | 3.   | 3 листопада 1996  | Тамауліпас. Мексика  | Тверде   | Мілагрос Секера      | 6–4, 3–6, 4–6 |

### Парний розряд: 2 (0–2)
| Результат | Ранг | Дата              | Турнір                  | Покриття | Партнерка          | Суперниці                                  | Рахунок       |
| --------- | ---- | ----------------- | ----------------------- | -------- | ------------------ | ------------------------------------------ | ------------- |
| Поразка   | 1.   | 24 листопада 1991 | Okada, Нігерія          | Тверде   | Аманда Еванс       | Керолайн Біллінгем Вірджинія Гамфріс-Девіс | 6–1, 4–6, 4–6 |
| Поразка   | 2.   | 27 жовтня 1996    | Пуебла (місто), Мексика | Тверде   | Ana Paola González | Клаудія Мусіньйо Марія Долорес Кампана     | 1–6, 3–6      |